# Roller Boogie
Roller Boogie es una película estadounidense de 1979, del género comedia romántica, dirigida por Mark L. Lester. Protagonizada por Linda Blair y Jim Bray en los papeles principales.

## Sinopsis
La película se desarrolla en Beverly Hills y trata sobre una muchacha llamada Terry Barkley (Linda Blair), quien vive con sus padres una vida acaudalada y de mucho dinero. Un día Terry se dispone a pasear con su mejor amiga Lana (Kimberly Beck), juntas se dirigen a donde están todos patinando. Más tarde, Terry va a una pista de patinaje y allí conoce a Bobby James (Jim Bray), quien es un experto patinador.
Surge el amor entre Terry y Bobby, lo que causa el desprecio del padre de Terry, (Roger Perry) hacia Bobby, al estimarlo como insuficiente para su hija. Se anuncia una competencia en patines llamada Roller Boogie, en la cual Terry y Bobby compiten y ganan. Terry le obsequia el premio que han ganado en el concurso y se aleja de Bobby hacia su auto, mientras él la mira con nostalgia. Luego Terry se despide prometiendo volver algún día, mientras Bobby se aleja patinado por la carretera en dirección a su casa.

## Comentarios
- La película contó con la actuación de Jim Bray (Bobby), un patinador profesional en la vida real.
- Está ambientada con la música disco y el humor de esa década.
- La banda sonora de la película cuenta una versión de la canción "Lord, is it mine?", del grupo británico Supertramp.

- Datos: Q3278999